# Valprivas

Valprivas este o comună în departamentul Haute-Loire, Franța. În 2009 avea o populație de 496 de locuitori.